# HD66605
HD66605 — подвійна зоря. 
Ця подвійна система має видиму зоряну величину в смузі V приблизно 6,7.
Вона розташована на відстані близько 640,8 світлових років від Сонця.

## Подвійна зоря
Головна зоря цієї системи належить до хімічно пекулярних зір й має спектральний клас A0.
В той же час спектральний клас іншої компоненти залишається  ще не визначеним.

## Фізичні характеристики
Телескоп Гіппаркос зареєстрував фотометричну змінність  даної зорі з періодом    2,22 доби в межах від  Hmin= 6,55 до  Hmax= 6,50.